# Hemacite
El hemacite es un material hecho de serrín y la sangre de cerdos y ganadería proveniente de mataderos industriales. Fue inventado y patentado por el doctor W. H. Dibble de Nueva Jersey en el último cuarto del siglo XIX. Además de la sangre y serrín, se usaban prensas hidráulicas de hasta 275000 KPa junto con otros compuestos químicos para fabricar todo tipo de elementos, como pomos de puerta, ruedas de patín, botones de cajas registradoras y auriculares de teléfono. Se llegó a usar de forma extendida en la joyería victoriana. La hemacite era barata pero su uso menguó con la popularidad de los nuevos plásticos como la baquelita, con el cual es fácil de confundir.